# Erioderus hirtus
Erioderus hirtus là một loài bọ cánh cứng trong họ Cerambycidae.